# Piet van Hout (1937)
Pieter Ariën Carel Cornelis (Piet) van Hout (Budel, 4 februari 1937 – Lieshout, 3 december 2007) was een Nederlands burgemeester. Hij was lid van de KVP en later het CDA.
Van Hout was werkzaam op de gemeentesecretarie van Oss voor hij in juli 1968 benoemd werd tot burgemeester van de gemeente Lieshout waartoe ook Mariahout behoorde. Op 1 januari 1997 ging de gemeente Lieshout op in de nieuwe gemeente Laarbeek. Daarmee kwam een einde aan het burgemeesterschap van Van Hout, hij was toen de langstzittende burgemeester van Nederland.
Van Hout was ridder in de Orde van Oranje-Nassau en was tevens ereburger van Lieshout. Van 16 september 1992 tot eind 1993 was hij waarnemend burgemeester van de voormalige gemeente Wanroij, totdat die op 1 januari 1994 opging in de nieuwe gemeente Sint Anthonis. 
In 2007 kwam een boek over hem uit, geschreven door journalist Jan Burgers uit Son en Breugel. Later dat jaar overleed Van Hout op 70-jarige leeftijd na een ernstige ziekte.